# Ahuacuotzingo
Ahuacuotzingo è una municipalità dello stato di Guerrero, nel Messico, il cui capoluogo è la città omonima.
La municipalità conta 26.858 abitanti (2015) e ha un'estensione di 870,79 km².
Il significato del nome è luogo della quercia gialla.